# Rob Benedict
Pour les articles homonymes, voir Benedict.
Robert Benedict, dit Rob Benedict, né le 21 septembre 1970 à Columbia, dans le Missouri, est un acteur et scénariste américain. 
Il est aussi chanteur, guitariste, compositeur et parolier dans le groupe Louden Swain. Il est surtout connu pour son rôle dans la série télévisée Supernatural.
Il est également, avec Richard Speight Jr., créateur, scénariste et acteur dans la série Kings of con, une série sur leurs expériences des conventions.

## Filmographie

### Acteur

#### Cinéma
- 1995 : Run a Mile in My Shoes d'Ernie Altbacker (en) : ???
- 1997 : Fairfax Fandango d'Abby Kohn (en) et Marc Silverstein (en) : ???
- 1999 : Tequila Body Shots de Tony Shyu : Ted
- 1999 : Bad City Blues de Michael Stevens : Tommy
- 2001 : Sex Academy de Joel Gallen (en) : Preston Wasserstein
- 2002 : American Pi de Neil Palmer : Max
- 2002 : The Naked Run de Vincent Foster : Lancer Higgins
- 2002 : Les 20 premiers millions de Mick Jackson : Willy
- 2003 : Two Days de Sean McGinly (en) : Scott
- 2003 : My Dinner with Jimi (en) de Bill Fishman (en) : Donovan
- 2005 : The Hand Job de Jim Kehoe : Ben Martan
- 2005 : Match en famille de Jesse Dylan : un employé de Beantown
- 2005 : Service non compris (Waiting...) de Rob McKittrick (en) : Calvin
- 2007 : Sex and Death 101 de Daniel Waters : Bow-Tie Bob
- 2008 : Say Goodnight de David VonAllmen : Leroy
- 2009 : Call Back de Ben Ross : Levi
- 2009 : Service toujours non compris (Still Waiting...) de Jeff Balis (en) : Calvin
- 2009 : Jeux de pouvoir de Kevin Macdonald : Milt
- 2010 : A Little Help de Michael J. Weithorn : Paul
- 2010 : Group Sex (en) de Lawrence Trilling (en) : Donny
- 2021 : Violet de Justine Bateman : Fred Collins

#### Télévision
- 1996 : Beverly Hills 90210 (saison 6, épisode 17) : un étudiant
- 1998 : Pacific Blue (saison 4, épisode 2) : Craig
- 1998 - 1999 : Felicity (saison 1, épisodes 10, 11, 12, 13, 14, 17, 18, 19 et 20) : Richard Coad
- 1999 : Wasteland (saison 1, épisode 13) : ???
- 1999 - 2000 : Felicity (saison 2, épisodes 3, 14, 17, 18, 19, 21, 22 et 23) : Richard Coad
- 2000 : Snoops (en) (saison 1, épisode 13) : Marv
- 2000 : La Vie à tout prix (Chicago Hope) (saison 6, épisodes 11 et 15) : Dr Peter Ball
- 2000 : Buffy contre les vampires (saison 4, épisodes 17 et 19) : Jape
- 2000 : Opposite Sex (saison 1, épisode 8) : Cecil Levingood
- 2000 : Mysterious Ways (saison 1, épisode 11) : Warren
- 2000 - 2001 : Felicity (saison 3 sauf épisodes 3, 4, 7, 9, 14 et 17) : Richard Coad
- 2001 - 2002 : Felicity (saison 4, épisodes 2, 5, 6, 7, 16, 17, 18 et 22) : Richard Coad
- 2002 : New York Police Blues (saison 9, épisode 10) : Jeff Gamble
- 2002 - 2003 : Les Anges de la nuit (saison 1, épisodes 3, 5, 11 et 13) : Gibson Kafka
- 2004 : Come to Papa (en) (saison 1) : Judah
- 2005 : NCIS : Enquêtes spéciales (saison 2, épisode 12) : Aaron Alan Wright
- 2005 : Médium (saison 1, épisode 13) : un passager
- 2005 : Alias (saison 4, épisodes 1 et 22) : Brodien
- 2005 : Monk (saison 4, épisode 7) : Jonathan Davenport
- 2005 - 2006 : Threshold : Premier Contact (saison 1) : Lucas Pegg
- 2007 : Head Case (en) (saison 1, épisodes 8, 9 et 10) : Jeremy Berger
- 2008 : Dirt (saison 2, épisode 1) : Keith Straub
- 2008 : Dr House (saison 4, épisode 14) : Dr Jaime Conway
- 2008 : Burn Notice (saison 2, épisode 6) : Eddie Ash
- 2008 - 2009 : Head Case (en) (saisons 2 et 3) : Jeremy Berger
- 2009 : Les Experts : Las Vegas (Saison 9, Épisode 17) : Brian Morley
- 2009 / 2010 / 2014 / 2015 / 2016 / 2019 - 2020 : Supernatural : Chuck Shurley / Carver Edlund / Dieu (20 épisodes)
- 2010 : Pour le meilleur et le pire (saison 4, épisode 11) : Rainbow
- 2010 : Cold Case : Affaires classées (saison 7, épisode 21) : Steve Burke de 1989
- 2010 : Los Angeles, police judiciaire (saison 1, épisode 5) : Adam Yarborough
- 2012 : NCIS : Los Angeles (saison 3, épisode 21) : Jarrod Prodeman
- 2012 : Shameless (saison 2, épisode 6) : docteur Noah Pitts
- 2012 : Psych : Enquêteur malgré lui (saison 6, épisode 15) : Mandlebaum, l'avocat de Thane
- 2013 : Mentalist : (saison 5, épisode 14) : Paul Friedman
- 2013 : Franklin and Bash : (saison 3 ,épisodes 2 et 10 ) : Sandy Hall
- 2015 : The Hillywood Show : (saison 1, épisode 1) : Cain (Supernatural Parody)
- 2015 : Documentary Now! : (saison 1, épisode 1) : Larry Fein
- 2015 : Masters of Sex : (saison 3, épisodes 8, 10 et 12) : Jonathan Laurents
- 2016-2017 : Kings of Con : Rob Bennett (rôle principal)
- 2017 : Esprits criminels : Unité sans frontières (Criminal Minds: Beyond Borders) (saison 2, épisode 5) : David Curry
- 2021 : Lucifer (saison 5, épisode 15, saison 6, épisode 10) : Vincent le Mec
- 2023 : The Winchesters (saison 1, épisode 8) : Tango
- 2024 : The Boys (saison 4, épisode 2) : Splinter

### Scénariste
- 2009 : Head Case (en) (saison 3, épisodes 1 et 2)
- 2016: Kings of Con

## Ludographie
- 2003 : Jak II : Hors-la-loi : Vin
- 2004 : Jak 3 : Vin

## Discographie
- 2001: Able-Legged Heroes
- 2003: Overachiever
- 2006: Suit and Tie
- 2009: A Brand New Hurt
- 2011: Eskimo
- 2014: Sky Alive
- 2017: No Time Like the Present
- 2017: Saturday Night Special (live)
- 2018: Splitting the Seams